# Mylaj
Mylaj – kolonia Zankle w północno-wschodniej Sycylii. Założona w roku 716 p.n.e.